# Ferdinand Porsche
Ferdinand Porsche (Maffersdorf, 1875. szeptember 3. – Stuttgart, 1951. január 30.) mérnök, a Volkswagen Bogár tervezője. Több német harckocsi tervezéséhez is hozzájárult. Fia, Ferry Porsche a Porsche autók névadója.

## Élete
Maffersdorf városában született, az Osztrák–Magyar Monarchiában. Maffersdorf később a csehszlovák állam területére került. Saját magát mindig szudétanémetnek vallotta.
1890-ben mint fiatal bádogosinas jelent meg a Ginzkey szőnyeggyár maffersdorfi telepén, ahol az egyik tetőcsatornát javította meg. A reichenbergi iparvidéken sok textilgyár volt, ezek egyike volt az, amelyben Porsche először találkozott a korszerű technikával. Nagyon szerette a gépeket, gyakorta benézett a gépházakba, megcsodálta a hatalmas gőzgépeket és áramfejlesztőket. Otthon a padláson berendezett kis műhelyében drótok és galvánelemek szövevényében hamarosan ő is tudott kicsiny villanyizzókat fellobbantani.
Felszabadulásnak nevezték akkor azt munkát, amikor a mestertanoncok elkészítik a „remeket”, amivel bizonyítják, hogy elsajátították a szükséges ismereteket az adott mesterségben. Ezen vizsga után a Vereinigte Elektrizitäts AG. Bela Egger, vagyis Egger Béla bécsi magyar vállalkozásához került.
Napi munkája mellett a k.u.k. Gewerbeschule, a Császári és Királyi Ipariskola tanfolyamait is elvégezte, és beült a Technikai Múzeum elektrotechnikai előadásaira mint „fekete”, azaz be nem iratkozott, tandíjat nem fizető hallgató. Bizonyítványt ugyan nem kapott, de sok értékes ismeretet szerzett. Nemsokára Egger gyárának próbatermében alkalmazták, ahol a konstrukciós munkákban is részt vehetett.

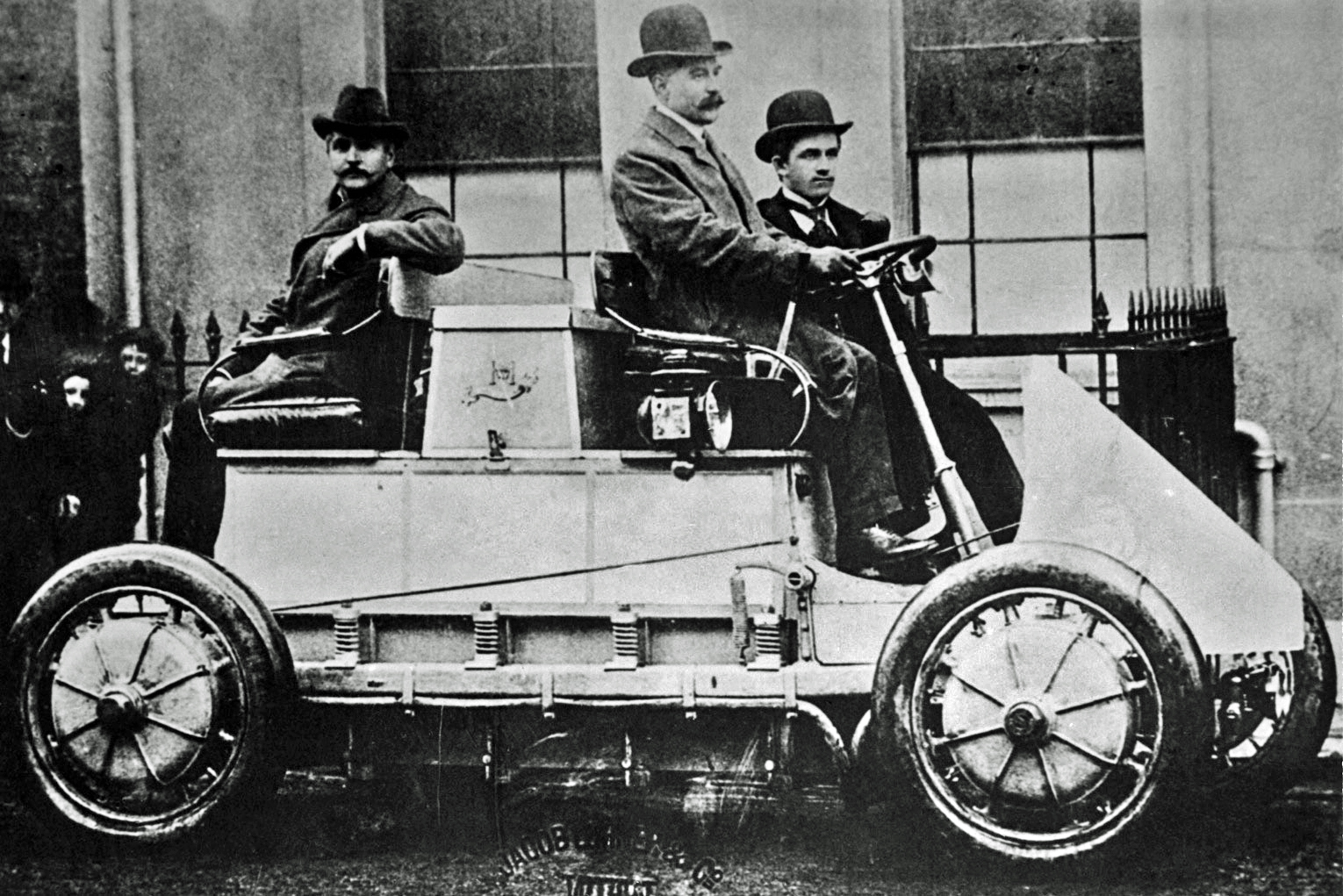
Lohner-Porsche elektromos autó

1897-ben Ludwig Lohner k.u.k. Hofkutschenfabrikant, azaz udvari kocsigyártó cégéhez került. A vállalat villamos autókkal kísérletezett. Ekkoriban még egyáltalán nem látták tisztán, hogy villamosság, gőz vagy benzinüzem lesz-e a gépkocsi hajtóereje, Lohner a villamosságra gondolt. Porsche és Lohner 1900-ban szerkesztették meg villamos hajtású automobiljukat, amellyel 80 kilométert lehetett utazni újratöltés nélkül. A motor az elülső kerékagyat vette körül, hiányzott tehát a közlőmű, tengelykapcsoló stb. A kocsiszekrény még erősen hasonlított a korabeli lófogatú Viktória-hintóhoz. (A kocsit az 1900-as párizsi világkiállításon mutatták be, és az angolok szívesen kifizettek 60 ezer aranykoronát a csaknem hangtalanul suhanó automobilért.)
A század elején új autót, ún. Mixtwagent szerkesztett, amely 33 ezer koronába került. Egyet Rothschild báró, egy másikat Ferenc Ferdinánd vásárolt meg. 1902-ben tartalékosként bevonult az őszi nagygyakorlatra, és ott személyesen vezette a trónörökös kocsiját.
A kocsiban egyenáramú dinamó és az elülső kerekeknél elhelyezett négyhengeres benzinmotor dolgozott. Lohner kísérletezésre csaknem egymillió koronát költött, s anyagilag nem bírta tovább, ezért szabadalmait eladta az Austro-Daimlernek, Porsche pedig ment konstrukciói után, a Daimlernél kapott technikai igazgatói állást.
Az Austro-Daimlernél szerkesztette meg a Maja nevű kiskocsit. (Maja Jellinek lánya, annak a Mercedes Jellineknek a húga volt, akiről a híres autótípust nevezték el.) A kocsi 30 lóerős benzinmotorjával, négyfokozatú sebességváltójával kora egyik legjobb konstrukciója volt.
Versenykocsit is tervezett, amelyet Tulipánnak nevezett el, s az akkor különös formájú kocsi a Prinz Heinrich-versenyen 176 részvevővel szemben győzött.
Amikor az Austro-Daimler és a Škoda közös vállalkozásban részt vettek a Monarchia hadseregének felfegyverzésében, a Škoda által gyártott nehéztüzérségi anyag szállítására, vontatására Porsche különféle vontatókat, vonatokat szerkesztett.

## A két világháború között
A háború után Sascha Kolowratnak, az ismert filmmágnásnak segítségével új kocsit tervezett, amit Sascha névre keresztelt. (Az első világháborút követő nehéz időkben gépkocsit csak nagyon kevesen vásároltak. Pedig jó autó volt, a Szicíliai Targa Florio-versenyen nyert első díjat, s a verseny után saját kerekén ment vissza az 1500 km-re lévő Bécsbe.)
1923-ban vált meg az Austro-Daimlertől. Az összeférhetetlenség oka az volt, hogy az akkori főrészvényes bank (Kreditanstalt Bankverein) fő embere, Camillio Castiglioni a beérkező külföldi valutát gyorsan romló osztrák koronára váltotta, így az egész export ellenértéke egy nap alatt elúszott. Később az egyik ülésen Porsche ezt szóvá tette, mire azt a választ kapta, hogy „el kell bocsátani 1000 embert, és az egyensúly helyreáll”. Ez óriási felháborodást váltott ki benne, majd amikor nyersen közölte véleményét, nagy ellenszenvet váltott ki, így kitették a szűrét az Austro-Daimlertől.
Stuttgartba utazott, és ott Daimlerék konstrukciós irodájában kezdett. Daimler akkor nagy és előkelő kocsikat készített, nagyon gazdag vásárlók számára. Porschét nem bűvöltek el az előkelőségek, ő ugyanúgy kék zubbonyban járt, mint addig.

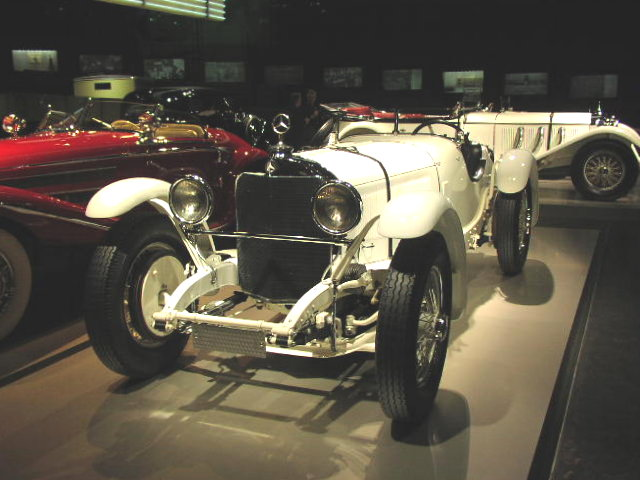
Mercedes-Benz S Típus (1928)

1924-ben a bécsi Műszaki Főiskola díszdoktori címet adományozott neki elsősorban haditechnikai alkotásaiért. A német Daimler-Werknél számos Mercedes típusú autót tervezett köztük az S, SS és SSK típusokat. Volt például egy kétliteres, nyolchengeres modellje, amely 130 km/h-s sebességet ért el, és 1925–1927 között 21 győzelmet hozott a cégnek. Egyik legjobb versenyzőjük Rudolf Caracciola volt, aki 10 éven át majdnem mindenütt elvitte az első díjat Mercedesével.
A kompresszorok nagy korszaka következett. Sűrítővel (Roots-fúvó) növelték a motorok kompresszióját. A motorházon kívül vezetett kipufogócső roppant erő benyomását keltette a szemlélőben. A kompresszoros versenykocsik kettős gyújtással, kettős porlasztóval, 300 lóerős teljesítménnyel osztatlan bámulatot keltettek. Ugyanekkor megkezdték az 5 tonnás dízel teherkocsik gyártását is.

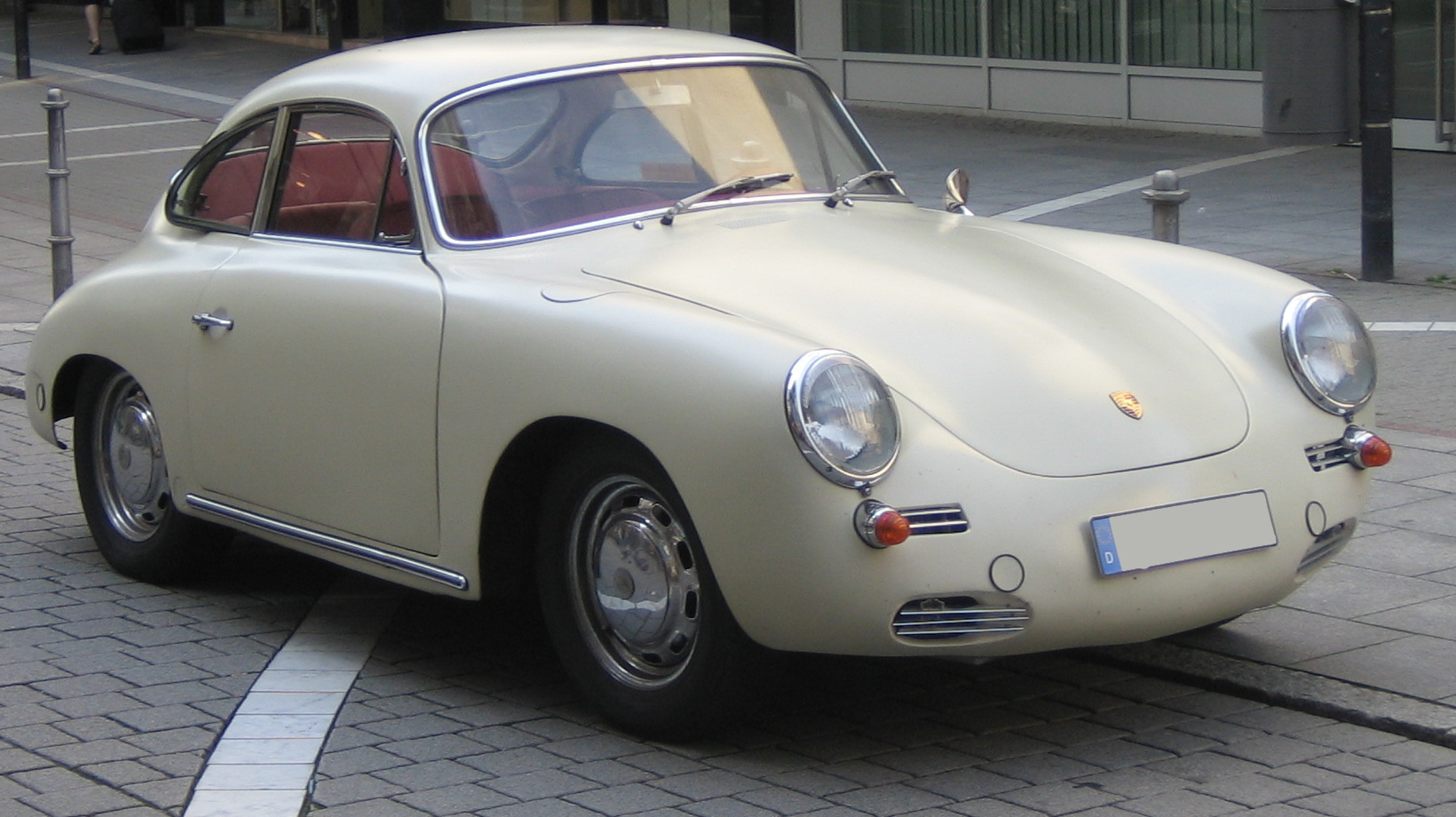
Porsche 356, amely később a márkanév legelső modellje lett

Porsche és a Daimler-gyár igazgatósági tagjai közt nem alakult ki jó viszony, s ennek tulajdonítható későbbi távozása is. A sok kisebb-nagyobb súrlódás, vita kedvét szegte, de egyelőre mégis tovább dolgozott. Kompressziós kocsija, melyet ugyan még Paul Daimler tervezett – de szelepkonstrukciójának hibája miatt Porschének át kellett szerkesztenie – megnyerte a Targa Floriót. Ekkor nevét bevezették a stuttgarti városháza aranykönyvébe, a helyi műszaki főiskola pedig értesítette, hogy díszdoktori címmel jutalmazza „kimagasló” teljesítményéért, ezt Porsche nevében a Dr. h.c. előtag jelzi, az Ing. pedig az Ingenieurt, azaz a mérnököt jelöli.
Stuttgartban még számos kocsit konstruált: a Stuttgartot, a Mannheimet, a Nürnburgot, majd a Wanderer 2-t. Tervezett motorkerékpárt és repülőmotort is.
1926-ban a Benz és Daimler cégek egyesültek. Porsche ellene volt ennek, a Benztől jött emberekkel nehezen tudott szót érteni. Otthagyva a céget, átköltözött Steyrba, vissza Ausztriába.
A Steyr-cégnél konstruálta a Steyr Austria nevű gépkocsit, amit Párizsban is kiállítottak. 1929-ben azonban a nagy világgazdasági válság az osztrák bank bukásával olyan méreteket öltött, amire senki sem készülhetett fel. Menteni akarva ami menthető, a Steyr és Austro-Daimler egyesültek, s ekkor Porsche régi ellenfeleivel találta újra szemben magát.
Stuttgartba költözött, és 1931-ben irodát nyitott. "Dr. Ing. h.c. Ferdinand Porsche GmbH, Konstruktionsbüro für Motoren-, Fahrzeug-, Luftfahrzeug- und Wasserfahrzeugbau" címen. (Dr. Porsche Ferdinand mérnök Kft., szerkesztőiroda motorok, járművek, légi járművek és vízi járművek tervezésére).
Az ő rajzain születtek meg a német Auto Union versenykocsijai, később a Volkswagen, a Porsche 356 versenykocsi, és amikor már irodája óriási intézetté nőtt, a német hadsereg (Wehrmacht) számtalan járművét ugyancsak itt tervezték.

## Volkswagen
Megtervezte a Wanderert, s ezzel némi pénzhez jutott.[forrás?] Elhatározta, hogy olyan autót tervez, amely kényelmes, erős, jó kiállású kocsi, és legfőképpen olcsó. Amikor ezek a tervek felmerültek, és a részletes tervek elkészültek, 1931-et írtak. Azért fontos ezt hangsúlyozni, mert egyes német írók a Volkswagen gondolatát és tervét Hitlernek tulajdonították.
Nem volt elég a kocsit megtervezni, el is kellett készíteni. Nürnbergben a Zündapp cég hajlandónak mutatkozott a népautót gyártani (Volkswagen – „népautó”), ezért felszólították Porschét, hogy készítsen három autót. A Zündapp egyik vezető embere öthengeres repülőgép-csillagmotort ajánlott vízhűtéssel, de ez az elképzelés nem vált be, az olaj égni, a víz forrni kezdett. A gazdasági válság Zündappot is elérte, nem kísérletezett tovább.
Meghívásra 1932-ben a Szovjetunióba utazott, meglátogatta Kijevet, Kurszkot, Leningrádot, Odesszát. Mindenütt a legnagyobb szívélyességgel fogadták.
Hazatérve az NSU-művektől ajánlatot kapott a népautó tervezésére. A neckarsulmi gyárban elkészült kocsik már majdnem teljesen a mai VW alakját mutatták. Ez a három autó később eltűnt, míg végre 1950 decemberében Stuttgartban az egyik kocsi felbukkant. Annak idején egy NSU-szerelő vette meg, és a háború alatt, majd az utána következő zavaros időkben elrejtette a Friedrichsruh-kastélyban, s csak 1948-ban hozta elő. Új lámpákat, új akkumulátortelepet szereltek bele, és azonnal be is indult. Jó 300 kilométert futottak vele. Jelenleg – tudomásunk szerint – a Volkswagen-gyár egyik legértékesebb muzeális autójaként tartják számon.
1933-ban Hitler magához hívatta Porschét, és népautó tervezésére adott neki megbízást. A feladat úgy szólt, hogy a kocsi 100 km/h sebességgel legyen képes haladni, 4-5 üléses legyen, motorját léghűtéssel kell ellátni, és az ára ne haladja meg az 1000 márkát.
A náci hadsereg ekkor még csak szerveződött, és Hitler minden propagandaeszközt felhasznált, hogy a világgal a náci Németországot megismertesse. Ehhez autóversenyek rendezése jó lehetőséget nyújtott. Akkoriban az Alfa Romeót és a Bugattit emlegették világszerte, s Rudolf Caracciola nevét és képét hozták az autós szaklapok és a filmhíradók.

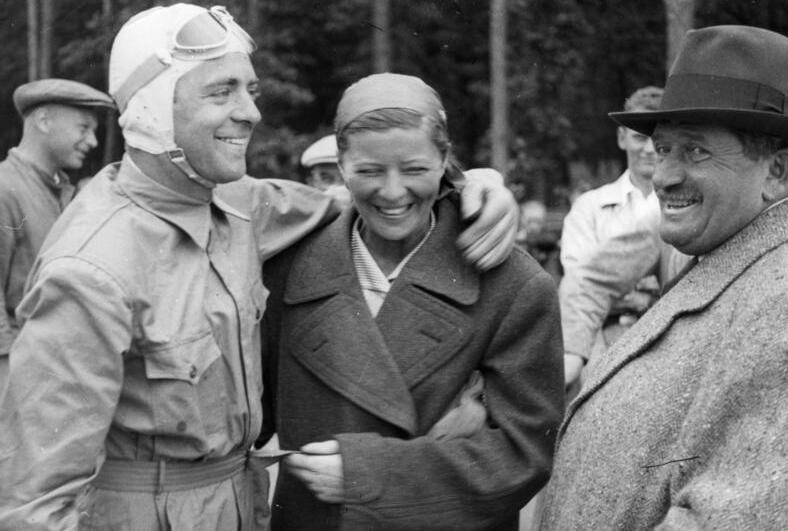
Bernd Rosemeyer, Elly Beinhorn német pilótanő (Rosemeyer felesége) és Ferdinand Porsche 1937-ben

Legkedveltebb versenyzője a 27 éves Bernd Rosenmeyer volt, akit 1938 januárjában halálos baleset ért. Egy Auto Union kocsin versenyzett az akkor épülőfélben lévő Autobahn (autópálya) egyik kész szakaszán. Saját rekordja ekkor 360, Caraccioláé 430 kilométer volt óránként, ezt akarta megdönteni.
A szemtanúk szerint az eszeveszett száguldás közben egy hirtelen szélroham kitérítette a kocsit útjából, mások szerint a kanyarban az egyik első kerék gumija levált, de az is lehet, hogy mindkét jelenség egyszerre következett be. A kocsi körülbelül 425 km/h sebességgel haladt, ekkor megperdült, 70 métert sodródott, majd a levegőbe ugorva 200 métert repült. A vezető már az első perdüléskor kirepült és szörnyethalt.
Ahogy Hitler uralma erősödött, fokozódott az óhaj az új népautó iránt. Húszezer márkát kapott kísérletezésre. Stuttgarti villájának garázsába beállítottak két esztergapadot, egy marógépet, egy fúrógépet és három satupadot. 12 mérnököt és szakmunkást kapott a húsz hónapig tartó kísérletezéshez, amely különféle motorokkal és két gépkocsitípussal gazdagította az autótechnika történetét.
Porsche így számolt be a kutatás hónapjairól:

„Szerkesztettem egy kéthengeres kétütemű motort, jó volt, de nem az autópályára való, a nagyobb sebességet nem bírta.

Egy háromhengeres motort is fejlesztettem, Puch kettős dugattyúval, de ez sem volt elég gyors.

Kéthengeres kétütemű, azután kéthengeres tolattyús, majd egy dízelmotort próbáltunk ki. Az egyik gyenge, a másik drága, a harmadik nehéz volt.

A hidraulikus tengelykapcsolónk sem vált be.

Végül elhatároztam, négyhengeres, négyütemű boxermotort építek, hasonlót, mint amit az NSU-gyárban készítettünk, s ez valóban megfelelt minden követelménynek.

Mondanom sem kell, hogy számos karosszériát kipróbáltunk.”
A felülvizsgálattal megbízott szakértői csoport jegyzőkönyvbe vette, hogy „Porsche úr az alvázzal még nem kész, a motor szerkezete ismeretlen, és a karosszéria nem látható”. Ezek után Opel titkos tanácsos úr megveregette Porsche vállát, és nagyvonalúan kijelentette:

- Hagyja Porsche úr! Jelentse, hogy a feladat nem megoldható.

Porsche azonban nem hagyta magát, és 1936-ra elkészült három kocsi. Esőben, hóban, fagyban, sivatagi homokon, autóúton, egyszóval a lehető és lehetetlen körülmények között 50 ezer kilométert futottak.

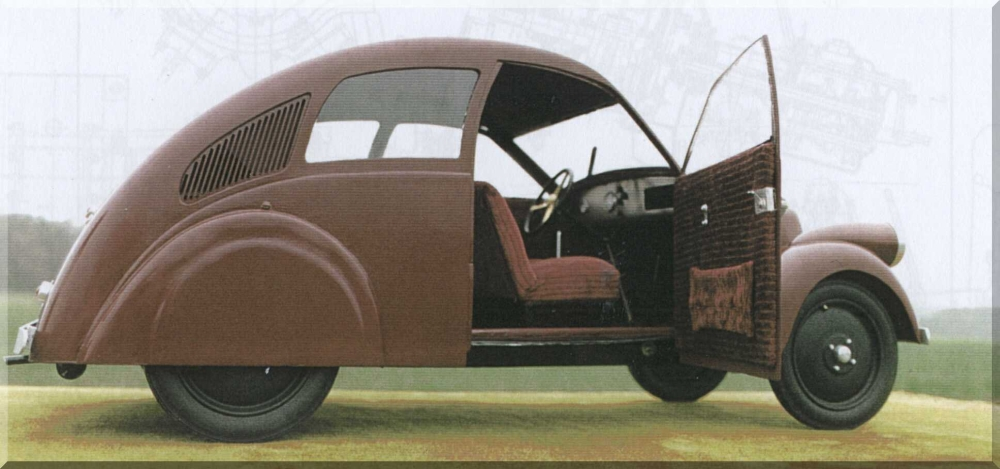
Porsche korai Volkswagene

1937-ben már azzal a tervvel foglalkoztak, hogy a Porsche autóit az egész német autóipar gyártja olyanképpen, hogy mindegyik gyár a neki kiosztott feladatot látja el, tehát egyik a futóművet, másik a motort stb. gyártja.
Az általa tervezett kísérleti kocsira a Daimler-Benz kapott megrendelést, de egyelőre csak harminc darabra. Az autók elkészültek, mindegyiket sokszorosan kipróbálták, ami után újabb próbaszéria készült el, és 1938. május 26-án nemcsak egy új gyár, hanem egy új város alapjait is lerakták Wolfsburgban. Az óriási lendülettel megkezdett építkezés azonban hamarosan megtorpant. A mélyépítő vállalatok gépeiket, embereiket, a kivezényelt munkaszolgálat századait a Rajna, illetve a francia határ közelébe vitték, ahol megkezdődött a nyugati erődrendszer, a Westwall építése. Wolfsburgban csökkentett iramban folyt a munka, s 12 hónappal azután, hogy a munkákat óriási ünnepséggel kezdték meg, mindössze egyetlen épület készült el, egy munkaszállás. 1939-ben a háború megkezdődött. 1941-ben leállítottak minden polgári építkezést, de addigra már 2358 lakás elkészült.
A haditermelésre való átállásig összesen 210 kocsit gyártottak, aminek egy része készült Wolfsburgban, a többit különféle német autógyárak gyártották.
A háború megindulásával a hadseregnek szüksége volt erősebb és strapabíróbb gépkocsira, így Porsche áttervezte a 985 köbcentis motorját 1134 köbcentisre. Ily módon csúnya, formátlan, de kitűnő terepjáró képességű kocsit nyertek, amely nagy szériában készült, s a karosszériát hozzá a berlini lemezárugyárak készítették. (Hamarosan úszó változatát is kipróbálhatták.)
A második világháború alatt Porsche stuttgarti tervezőirodájában – majd másutt, ahova éppen telepítették – hadi járműveket tervezett. Itt készült a tüzérségi vontató is, óriási kerekekkel. A nagy kerekek tették lehetővé a süppedős, mocsaras vidéken való áthaladást. A terv és a prototípus elkészült, de a gyártásra már nem került sor.
A Németországra hullott bombaesőből Wolfsburg is megkapta a részét. Egy szerencsés véletlen folytán azonban a légitámadások nem semmisítették meg teljesen a gyárat. Egy óriási bomba az erőműben a két turbógenerátor közé zuhant, lefúródott a betonba – és nem robbant fel. A tűzszerészek ártalmatlanná tették, de csak jóval később az angolok emelték ki. Ha akkor a két turbina megsérül, a gyár nem indulhatott volna el a háború után, mert ilyen gépegységeket akkor sehol, semmi pénzért nem lehetett volna beszerezni. Az amerikai hadseregnek ugyan számos vasúti szerelvényen utazó gőz-turbógenerátor erőműve volt, melyeket a lebombázott városokban az élet megindításához használtak, de nem valószínű, hogy egy gyár rendelkezésére bocsátották volna.
1945-ben, amikor az első amerikai páncélos felderítők Wolfsburghoz közeledtek, nem vonultak be, mert térképükön ilyen város nem szerepelt. Egy amerikai akcentussal beszélő autószakember – aki Detroitból került oda (Henry Ford városa, az amerikai autóipar központja) – egy francia lelkész, és két német felkeresték az amerikai parancsnokságot, és kérték, hogy szállják meg a gyárvárost minél előbb, mert a gyár fosztogatása és rombolása már megkezdődött.

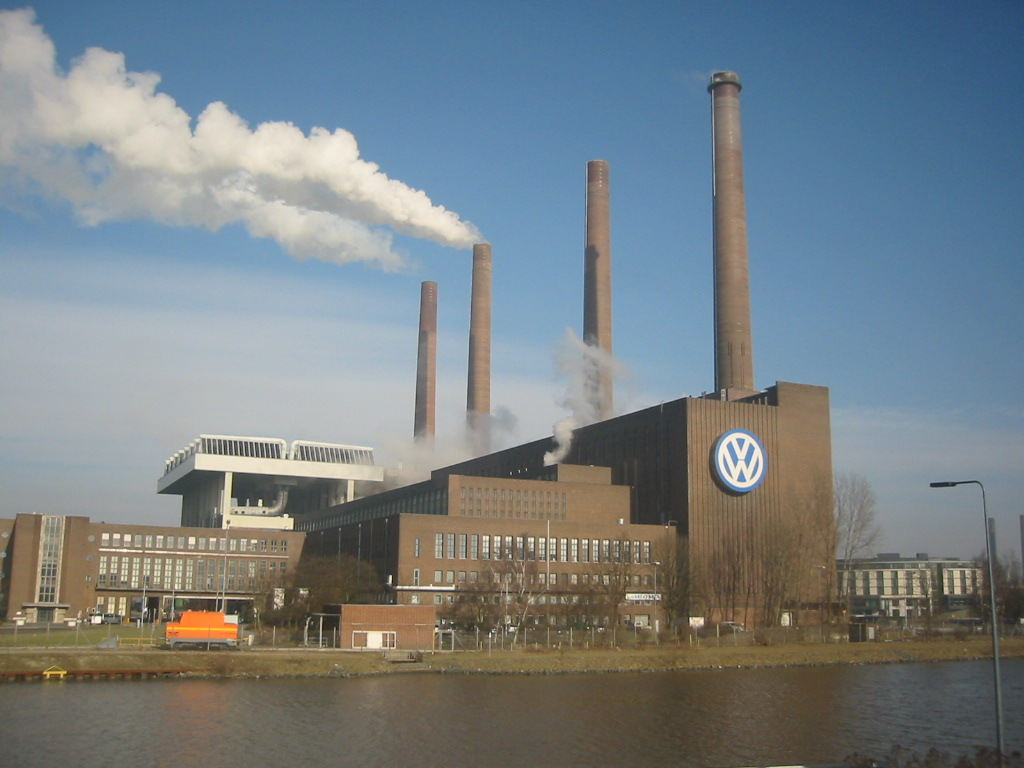
A Volkswagen-gyár napjainkban

A megszállás után négy héttel átadták az angoloknak. A gyárban helyére rakták, ami megmaradt, és berendezkedtek az angol katonai autók javítására.
Montgomery elrendelte a gyár részbeni felszerelését, ami a környéken a légitámadások elől eldugdosott szerszámgépek helyreállításával meg is történt. Hamarosan a kezdeti három megjelent munkásból 6000 főnyi munkássereg lett, és 1945-ben az angol megszállás alatt 1785 autó készült el. 1946-ban 10 ezer, 1947-ben azonban csak 898 automobil gördült le a szalagokról. Az angolok a kocsik gyártását gazdaságtalannak minősítették. Át kell adni valakinek – mondták – aki „csinál vele valamit".
Ez a „valaki” Heinz Nordhoff volt, aki 1899-ben született, banktisztviselőként dolgozott, majd mérnöki diplomát szerzett, és a Bayerische Motoren Werkhez, azaz a BMW-hez került, majd az Opel alkalmazta. Amerikában is járt, sokat és szenvedélyesen tanult. 1940-ben az Opel-teherautók gyártását irányította Brandenburgban. (Az Opel Blitz a háború egyik legismertebb négykerék-meghajtású katonai járműve volt.) Havonta 4000 teherkocsi készült. A háború végén előbb Hamburgban dolgozott, majd az angol hatóságok meghívták a Volkswagen-ügy rendezésére. Nordhoff bevallotta, hogy nem tartja sokra az egész Volkswagen ügyet, vissza is akart menni korábbi munkahelyére, de az amerikaiak közölték vele, hogy olyan szakember, aki amerikai pénzen a Wehrmacht részére készített autókat, az nem térhet vissza régi munkahelyére (az Opel amerikai tőkéből épült fel). Savanyú szájízzel, és előítéleteivel a népautó iránt, elkezdett dolgozni. Lassan a wolfsburgi ügyek rendbe is jöttek, egyre több és több gép érkezett, elsősorban Amerikából. A gyárnak nem volt pénze, ezért aki kocsit akart venni, annak előre kellett fizetnie. Ebből kaptak a munkások és tisztviselők bért. A Marshall-segélyből Wolfsburg nem kapott, ezért az autókat jórészt „kemény valutájú" országokba, elsősorban Hollandiába, Angliába, Svájcba exportálták.
Egyre több külföldi gép sorakozott az újjáépült csarnokban, s új futószalag indult. 1954-ben már Ausztriába is jutott a Volkswagenből. 1955-ben pedig már a milliomodik kocsi gördült le a futószalagról (ezt a genfi Vöröskereszt kapta). Hamarosan 20 másodpercre nyomták le egy autó előállítási idejét, és megindult a harc az amerikai piacért.
Külön autószállító vonatokat és hajókat helyeztek üzembe. A hatvanas évek közepén hetente öt különleges hajó vitte az Amerikai Egyesült Államokba a kocsikat. Amerikában ekkor divat lett az olcsó, a nagyvárosi forgalomban gyorsan közlekedő és könnyebben parkoló Volkswagen.

## A második világháború után
1945-ben az amerikaiak a német ipar vezető szakembereit összegyűjtötték a Dusthin-kastélyban. Kikérdezték őket a Hitler-uralom alatti magatartásukról – ami három hónapig tartott –, s a legtöbbjüket szabadon engedték.
Tervezőirodája Stuttgartból a háború alatt Ausztriába települt, Zell am See közelébe. Itt a háború befejezése után újszerű konstrukciós feladatokat oldott meg. Szétlőtt harckocsik láncvezető kerekeiből kézikocsikat készített. 1945-ben egy francia tiszt felkereste, és elhívta Baden-Badenbe.
Porsche a fiát, Ferryt küldte maga helyett, aki megtudta, hogy apját egy francia népautó gyártásának előkészítésével akarták megbízni. Porsche a fiához utazott, de a jó mederben folyó tárgyalások közepette megjelent egy francia tisztviselő, és fiával együtt letartóztatta. Mindkettőjüket bedugták az SS-legények számára fenntartott zsúfolt cellák egyikébe.
Hogy miért történt mindez, csak eztán derült ki:

Franciaországban, az államosított Renault gyárban ugyancsak népautót akartak készíteni. Ez a kocsi a Porsche-félétől csak körvonalaiban különbözött volna. Az újságok később megírták, hogy Jean Pierre Peugeot, a híres Peugeot-gyár egyik tulajdonosa szervezte meg Porschéék letartóztatását. Minthogy a háború alatt Porsche megfordult a Peugeot-gyárban – mint minden gyárban, ami megszállt területen volt – a Wehrmacht részére dolgoztak, azért „a gyár kifosztása" címén gondoskodtak elfogásáról. Valószínűnek látszik, hogy a Peugeot- és a Renault-gyár tervei összeütközésbe kerültek volna, ezért így oldották meg a fogas kérdést.

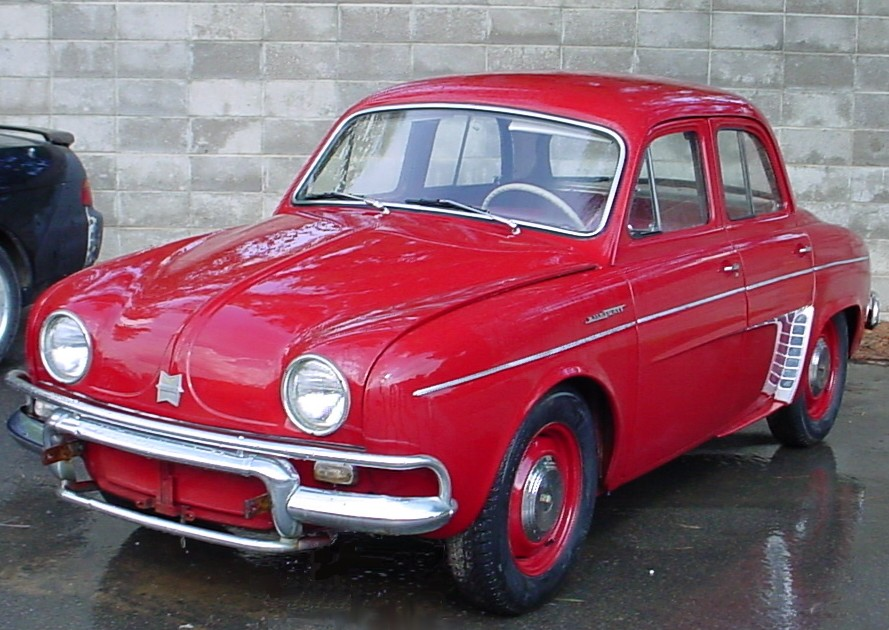
A Renault Dauphin

1946 tavaszán Porschét Párizsba vitték és Renault villájában helyezték el. Louis Renault terve, a farmotoros kiskocsi még nem volt készen. A stabilitás hiánya, a szerkezet nehézsége miatt őt kérték fel, javítsa meg, ha tudja. Amíg dolgozott, egy portásfülkébe dugták, ott tervezte meg a híres, már említett Dauphine-t.
Mindenesetre elég groteszk jelenség, hogy a francia és német népautót, amely egymással versengett a piacért, ugyanaz a Ferdinand Porsche tervezte meg.
(Itt jegyezzük meg, hogy a Dauphine a köztudatban nem áll igazi népautó hírében, ugyanis 1956 és '68 között kicsivel több mint 2 milliót gyártottak belőle, ezzel szemben a Citroën Kacsából, ami ténylegesen igazi népautóvá vált, 1948 és '90 között 5 millió körül gyártottak. Bár igaz, hogy a két kocsi között hatalmas különbség volt.
Az áttervezés befejezése után bilincset raktak a kezére, és Dijonba szállították. 1947-ben aztán egymillió frank óvadék ellenében szabadon bocsátották. Ekkor bukkant fel a Porsche család életében ismét Castiglione alakja, aki annak idején az Austro-Daimlernél ellenlábasa volt. Ezúttal azonban ő járt közbe legtöbbet annak érdekében, hogy egykori ellenfele szabadlábra kerüljön. A szükséges összeget az olasz vállalat adta.
Ez idő alatt Wolfsburgban a gyár nőtt, terjeszkedett, a termelés meredeken felfelé ívelt. 1950-ben látogatta meg a gyárat, Nordhoff vezette végig, bemutatván az új széria beindítását.
- Én is így képzeltem, Nordhoff úr – mondta a már igencsak idős mester.
A fáradtnak látszó öreg még mindig dolgozott. Fia, Ferry önálló vállalkozásban kezdett gyártani Porsche márkanév alatt csodálatosabbnál csodálatosabb gépkocsikat, mint például a későbbi Porsche 911. A kezdeti időszakban a műszaki berendezése a Volkswagen átkonstruálásából való, karosszériája drágább, egyéni tervezésű munka. Az autó meglehetősen sok kézi munkát igényelt, tehát elég drága. (Akkoriban a kétszerese volt a Volkswagennek). Sok versenyt nyert, nagyon keresett autóvá vált.
Ferdinand Porsche 1951. január 30-án halt meg, Stuttgartban.